# Ludivina García
Ludivina García Arias (ur. 13 grudnia 1945 w Morelii) – hiszpańska polityk, nauczycielka i działaczka związkowa, parlamentarzystka krajowa, posłanka do Parlamentu Europejskiego II, III i IV kadencji.

## Życiorys
Urodziła się w Meksyku w rodzinie hiszpańskich uchodźców, którzy opuścili ten kraj w związku z represjami po wojnie domowej. W Hiszpanii założyła później i stanęła na czele stowarzyszenia potomków hiszpańskich uchodźców.
Ukończyła studia z zakresu historii na Narodowym Uniwersytecie Autonomicznym Meksyku. Pracowała jako nauczycielka w szkołach średnich. Zamieszkała w Hiszpanii, w 1972 dołączyła do Hiszpańskiej Socjalistycznej Partii Robotniczej w Asturii. Została także działaczką związkową w ramach Unión General de Trabajadores, w 1976 powierzono jej stanowisko sekretarza ds. imigracji we władzach krajowych UGT.
W 1979 i 1982 z ramienia PSOE uzyskiwała mandat posłanki do Kongresu Deputowanych I i II kadencji, w którym zasiadała do 1999. Po akcesie Hiszpanii do Wspólnot Europejskich objęła 1 stycznia 1986 mandat eurodeputowanej II kadencji w ramach delegacji krajowej. Uzyskiwała reelekcję w wyborach powszechnych w 1987, 1989 i 1994, będąc członkinią PE do 1999. Wchodziła w skład grupy socjalistycznej, pracowała m.in. w Komisji ds. Praw Kobiet. Od 2000 do 2004 ponownie posłowała do Kongresu Deputowanych (VII kadencji).